# Eurocopa de Basquetebol de 2025-26
A Eurocopa de Basquete de 2025-26, também conhecida por BKT Eurocup por motivos de patrocinadores, será a 24ª  edição da competição continental de clubes de segundo nível organizada pela Euroleague Basketball. O atual campeão Hapoel Tel Aviv, não defenderá seu título pois como detentor do título credenciou-se a disputar a Euroliga de 2025-26.A partir da temporada 2023-24, a empresa multinacional indiana BKT Tires tornou-se o patrocinador principal da Eurocopa e assim substituiu a 7days como "Title sponsor"

## Equipes participantes
Novamente serão vinte equipes disputando a Temporada, totalizando quarenta equipes disputando competições da Euroleague Basketball. Ingressam dentre os participantes: 
- BAXI Manresa: disputou a Liga dos Campeões (BCL) na Temporada 2024-25.[5] Na disputa da Liga ACB não alcançou os Playoffs.[6]
- London Lions: retorna à EuroCopa após uma temporada.[7] Na disputa da recém lançada Super League Basketball (SBL) sagrou-se campeão.[8]
- Neptūnas Klaipeda: na temporada anterior buscou vaga na Copa Europeia na fase classificatória, mas falou ao ser derrotado para os futuros campeões Bilbao Basket.[9]
- Niners Chemnitz:  disputou a Liga dos Campeões (BCL) na Temporada 2024-25.[10] Desde o seu acesso à BBL em 2020, têm sido assíduo frequentador dos Playoffs.[11]
- Panionios Athens: volta à disputa de uma competição continental após 11 anos, quando disputou a EuroCopa de 2013-14.[12]
- Ślask Wrocław: volta à disputa da EuroCopa após uma temporada fora.[13]

As equipe supra citadas substituem as seguintes equipes:
- Hapoel Tel Aviv: Como campeão 2024-25 adquiriu vaga na Euroliga na temporada 2025-26.[2]
- Dreamland Gran Canaria: o campeão da EuroCopa em 2022-23, sai das competições Euroleague Basketball para competir na BCL.[14]
- Valencia Basket: ingressou na Euroliga com licença para três anos.[15]
- Joventut Badalona: ingressou na BCL.[16]
- Wolves Twinsbet Vilnius e Trefl Sopot: ainda indefinidos.

| Time                        | Cidade           | Arena                            | Capacidade |
| --------------------------- | ---------------- | -------------------------------- | ---------- |
| Aris Midea Thessaloniki     | Salonica         | Nick Galis Hall                  | 5 138      |
| Bahçeşehir College Istanbul | Istambul         | Sinan Erdem Dome                 | 16 000     |
| BAXI Manresa                | Manresa          | Pavelló Nou Congost              | 5 000      |
| Beşiktaş Gain Istanbul      | Istambul         | Sinan Erdem Dome                 | 16 000     |
| Budućnost VOLI Podgorica    | Podgoritza       | Centro Esportivo Morača          | 6 000      |
| Cedevita Olimpija Ljubljana | Liubliana        | Arena Stožice                    | 12 480     |
| Cosea JB Bourg-en-Bresse    | Bourg-en-Bresse  | Ekinox                           | 3 548      |
| Dolomiti Energia Trento     | Trento           | il T Quotidiano Arena            | 4 360      |
| Hapoel Bank Yahav Jerusalem | Jerusalém        | Pais Arena                       | 11 000     |
| Lietkabelis Panevezys       | Panevėžys        | Kalnapilio Arena                 | 5 600      |
| London Lions                | Londres          | Copper Box Arena                 | 6 000      |
| Neptūnas Klaipeda           | Klaipėda         | Švyturio Arena                   | 5 500      |
| Niners Chemnitz             | Chemnitz         | Messe Chemnitz                   | 5 200      |
| Panionios Athens            | Atenas (Glyfáda) | Glyfada Makis Liougas Sportshall | 3 232      |
| ratiopharm Ulm              | Ulm              | ratiopharm Arena                 | 6 200      |
| Ślask Wrocław               | Breslávia        | Hala Stulecia                    | 10 000     |
| Türk Telekom Ankara         | Ancara           | Ankara Arena                     | 10 600     |
| U-BT Cluj-Napoca            | Cluj-Napoca      | BTarena                          | 10 000     |
| Umana Reyer Venice          | Veneza           | Palasport Giuseppe Taliercio     | 3 509      |
| Veolia Towers Hamburg       | Hamburgo         | Inselpark                        | 3 000      |

### Equipes por país
| País        | Equipe                                                                       |
| ----------- | ---------------------------------------------------------------------------- |
| Alemanha    | - Niners Chemnitz - ratiopharm Ulm - Veolia Towers Hamburg                   |
| Eslovênia   | - Cedevita Olimpija Ljubljana                                                |
| Espanha     | - BAXI Manresa                                                               |
| França      | - Cosea JB Bourg-en-Bresse                                                   |
| Reino Unido | - London Lions                                                               |
| Grécia      | - Aris Midea Thessaloniki - Panionios Athens                                 |
| Israel      | - Hapoel Bank Yahav Jerusalem                                                |
| Itália      | - Dolomiti Energia Trento - Umana Reyer Venice                               |
| Lituânia    | - Lietkabelis Panevezys - Neptūnas Klaipeda                                  |
| Montenegro  | - Budućnost VOLI Podgorica                                                   |
| Polónia     | - Ślask Wrocław                                                              |
| Roménia     | - U-BT Cluj-Napoca                                                           |
| Turquia     | - Bahçeşehir College Istanbul - Beşiktaş Gain Istanbul - Türk Telekom Ankara |

## Formato de competição
No início da competição as equipes vinte equipes participantes são divididas em dois grupos com dez clubes cada, onde são jogadas partidas de ida e volta no formato Round-robin. As seis melhores passam para a fase eliminatória, onde disputam oitavas de finais (entre 3ºs x 6ºs e 4ºs x 5ºs colocados dos grupos A e B), quartas de finais (vencedores das oitavas de finais contra 1ºs e 2ºs colocados de ambos os grupos. Ambas fases são concluídas em jogo único com mando de campo para a equipe com melhor campanha. A partir das semifinais os vencedores são decididos em melhor de três jogos.

## Temporada regular

### Grupo A

#### Classificação
| Pos | Clube                       | J | V | D | P+ | P- | SP | Classificação                  |
| --- | --------------------------- | - | - | - | -- | -- | -- | ------------------------------ |
| 1   | Aris Midea Thessaloniki     |   |   |   |    |    |    | Classificados para os Playoffs |
| 2   | Bahçeşehir College Istanbul |   |   |   |    |    |    | Classificados para os Playoffs |
| 3   | BAXI Manresa                |   |   |   |    |    |    | Classificados para os Playoffs |
| 4   | Cedevita Olimpija Ljubljana |   |   |   |    |    |    | Classificados para os Playoffs |
| 5   | Hapoel Bank Yahav Jerusalem |   |   |   |    |    |    | Classificados para os Playoffs |
| 6   | Neptūnas Klaipeda           |   |   |   |    |    |    | Classificados para os Playoffs |
| 7   | Ślask Wrocław               |   |   |   |    |    |    |                                |
| 8   | Umana Reyer Venice          |   |   |   |    |    |    |                                |
| 9   | U-BT Cluj-Napoca            |   |   |   |    |    |    |                                |
| 10  | Veolia Towers Hamburg       |   |   |   |    |    |    |                                |

Fonte: euroleaguebasketball.net/eurocup/standings

#### Partidas disputadas
| C/V                         | ARI | BAH | BAX | CED | HJE | NEP | SLA | UMA | UBT | VEO |
| --------------------------- | --- | --- | --- | --- | --- | --- | --- | --- | --- | --- |
| Aris Midea Thessaloniki     |     |     |     |     |     |     |     |     |     |     |
| Bahçeşehir College Istanbul |     |     |     |     |     |     |     |     |     |     |
| BAXI Manresa                |     |     |     |     |     |     |     |     |     |     |
| Cedevita Olimpija Ljubljana |     |     |     |     |     |     |     |     |     |     |
| Hapoel Bank Yahav Jerusalem |     |     |     |     |     |     |     |     |     |     |
| Neptūnas Klaipeda           |     |     |     |     |     |     |     |     |     |     |
| Ślask Wrocław               |     |     |     |     |     |     |     |     |     |     |
| Umana Reyer Venice          |     |     |     |     |     |     |     |     |     |     |
| U-BT Cluj-Napoca            |     |     |     |     |     |     |     |     |     |     |
| Veolia Towers Hamburg       |     |     |     |     |     |     |     |     |     |     |

### Grupo B

#### Classificação
| Pos | Clube                    | J | V | D | P+ | P- | SP | Classificação                  |
| --- | ------------------------ | - | - | - | -- | -- | -- | ------------------------------ |
| 1   | Beşiktaş Gain Istanbul   |   |   |   |    |    |    | Classificados para os Playoffs |
| 2   | Budućnost VOLI Podgorica |   |   |   |    |    |    | Classificados para os Playoffs |
| 3   | Cosea JB Bourg-en-Bresse |   |   |   |    |    |    | Classificados para os Playoffs |
| 4   | Dolomiti Energia Trento  |   |   |   |    |    |    | Classificados para os Playoffs |
| 5   | Lietkabelis Panevezys    |   |   |   |    |    |    | Classificados para os Playoffs |
| 6   | London Lions             |   |   |   |    |    |    | Classificados para os Playoffs |
| 7   | Niners Chemnitz          |   |   |   |    |    |    |                                |
| 8   | Panionios Athens         |   |   |   |    |    |    |                                |
| 9   | ratiopharm Ulm           |   |   |   |    |    |    |                                |
| 10  | Türk Telekom Ankara      |   |   |   |    |    |    |                                |

Fonte: euroleaguebasketball.net/eurocup/standings

#### Partidas disputadas
| C/V                      | BES | BUD | COS | DOL | LIE | LON | NIN | PAN | RAT | TÜR |
| ------------------------ | --- | --- | --- | --- | --- | --- | --- | --- | --- | --- |
| Beşiktaş Gain Istanbul   |     |     |     |     |     |     |     |     |     |     |
| Budućnost VOLI Podgorica |     |     |     |     |     |     |     |     |     |     |
| Cosea JB Bourg-en-Bresse |     |     |     |     |     |     |     |     |     |     |
| Dolomiti Energia Trento  |     |     |     |     |     |     |     |     |     |     |
| Lietkabelis Panevezys    |     |     |     |     |     |     |     |     |     |     |
| London Lions             |     |     |     |     |     |     |     |     |     |     |
| Niners Chemnitz          |     |     |     |     |     |     |     |     |     |     |
| Panionios Athens         |     |     |     |     |     |     |     |     |     |     |
| ratiopharm Ulm           |     |     |     |     |     |     |     |     |     |     |
| Türk Telekom Ankara      |     |     |     |     |     |     |     |     |     |     |